# ウィリアム・アレン (政治家)
ウィリアム・アレン（William Allen、1803年12月18日または27日 - 1879年7月11日）はアメリカ合衆国オハイオ州の民主党の政治家。連邦下院議員、連邦上院議員、第31代オハイオ州知事。
アレンはノースカロライナ州エデントンで生まれた。姉妹であるメアリー・グランベリー・アレンはプレザント・サーマンと結婚し、その息子アレン・G・サーマンはおじの足跡をたどって弁護士と政治家になった。ウィリアム・アレンは1819年にオハイオ州チリコシーに移り、そこで姉妹と一緒に暮らした。
再選を逃すまで1832年から1834年の間に連邦下院議員を、1848年に3選を逃すまで1837年から1849年の間連邦上院議員を務める。アレンはチリコシ近くの彼の農場フルーツ・ヒルに退き、ほぼ四半世紀公職に戻らなかった。彼は1874年から1876年までオハイオ州知事を務める。1875年の選挙で2期目の2年を逃した。
上院議員のアレンは、1844年の大統領選挙の争点でもあったオレゴン地域の問題について、アメリカはその全域を要求すべきとする民主党拡張論者の一人であった。1846年1月までに民主党寄りの新聞はアレンのスローガン「54度40分か戦争か(Fifty-four Forty or Fight)」を社会に広めた。 このスローガンは、オレゴン地域全域を併合しその北端をロシア領アラスカとの境であった北緯54度40分とするためにアメリカはイギリスとの戦争を覚悟しなければならないと示唆していた。
ウィリアム・アレンは国立彫像ホール・コレクションに寄贈されたオハイオ州からの彫像の一人である。彼の彫像は連邦議会議事堂の国立彫像ホールに立っている。
| 議会                                    | 議会                                                        | 議会                      |
| --------------------------------------- | ----------------------------------------------------------- | ------------------------- |
| 先代 トマス・ユーイング                 | オハイオ州選出上院議員（第3部） 1837年3月4日 - 1849年3月4日 | 次代 サーモン・チェイス   |
| 公職                                    |                                                             |                           |
| 先代 エドワード・フォランスビー・ノイズ | オハイオ州知事 1874年1月12日 - 1876年1月10日                | 次代 ラザフォード・ヘイズ |